# Too Little Too Late
Singles de JoJo
Not That Kinda Girl
(2005) How to Touch a Girl
(2006)
Too Little Too Late est une chanson de la chanteuse américaine JoJo sorti le 15 août 2006 en Amérique du Nord, le 6 novembre 2006 en Europe. 1er single extrait de l'album de The High Road. La chanson a été écrite par Billy Steinberg, Josh Alexander, Ruth-Anne Cunningham et produit par Josh Alexander, Vincent Herbert, Billy Steinberg.

## Liste des pistes
- CD single en Allemagne et au Royaume-Uni

1. Too Little Too Late (Album Version) – 3:39
2. Get It Poppin' – 3:41

- CD maxi single en Europe

1. Too Little Too Late – 3:47
2. Too Little Too Late (Full Phatt Remix featuring Tah Mac) – 4:24
3. Too Little Too Late (Full Phatt Remix) – 3:53
4. Too Little Too Late (Instrumental) – 3:47
5. Too Little Too Late (Video) – 4:04

## Mixes officiels
- Album Version – 3:41
- Full Phatt Remix – 3:53
- Full Phatt Remix featuring Tah Mac – 4:24
- No Puedes Volver (Spanish Version) – 3:41
- Sarkhan (English & Spanish Mix)
- Josh Harris Radio Mix – 3:55
- Josh Harris Club Mix – 7:19
- Josh Harris Dub – 7:34
- Raul Rincon Vocal Version – 7:44
- Raul Rincon Dub Version – 7:44
- Raul Rincon Late Nite Dub Version – 7:44
- DJ Rufato's Remix

## Personnel
- Chanteuse : JoJo
- Vocal arrangement: Ruth-Anne Cunningham and JoJo
- Ingénierus du son : Josh Alexander, Paul Foley
- Mixage : Dave Russell
- Ingénieur assistant : Katia Lewin

## Classements et certifications
| Classement (2006-2007)                 | Meilleure position |
| -------------------------------------- | ------------------ |
| Allemagne (Media Control AG)           | 30                 |
| Australie (ARIA)                       | 10                 |
| Autriche (Ö3 Austria Top 40)           | 40                 |
| Belgique (Flandre Ultratip 100)        | 1                  |
| Belgique (Flandre Ultratop 50 Singles) | 44                 |
| Danemark (Tracklisten)                 | 11                 |
| États-Unis (Hot 100)                   | 3                  |
| États-Unis (Pop Songs)                 | 2                  |
| États-Unis (Adult Contemporary)        | 21                 |
| Europe (Hot 100)                       | 10                 |
| France (SNEP Radio)                    | 49                 |
| Hongrie (Rádiós Top 40)                | 25                 |
| Irlande (IRMA)                         | 2                  |
| Italie (FIMI)                          | 11                 |
| Nouvelle-Zélande (RMNZ)                | 5                  |
| Pays-Bas (Single Top 100)              | 96                 |
| Tchéquie (IFPI Rádio)                  | 66                 |
| Royaume-Uni (UK Singles Chart)         | 4                  |
| Royaume-Uni (UK R&B Chart)             | 1                  |
| Suède (Sverigetopplistan)              | 18                 |
| Suisse (Schweizer Hitparade)           | 53                 |

| Classement (2006)    | Position |
| -------------------- | -------- |
| États-Unis (Hot 100) | 72       |
| Classement (2007)    | Position |
| Australie            | 82       |
| Royaume-Uni          | 45       |

| Pays              | Certifications |
| ----------------- | -------------- |
| Australie (ARIA)  | Or             |
| Royaume-Uni (BPI) | Or             |